# August Endruschat

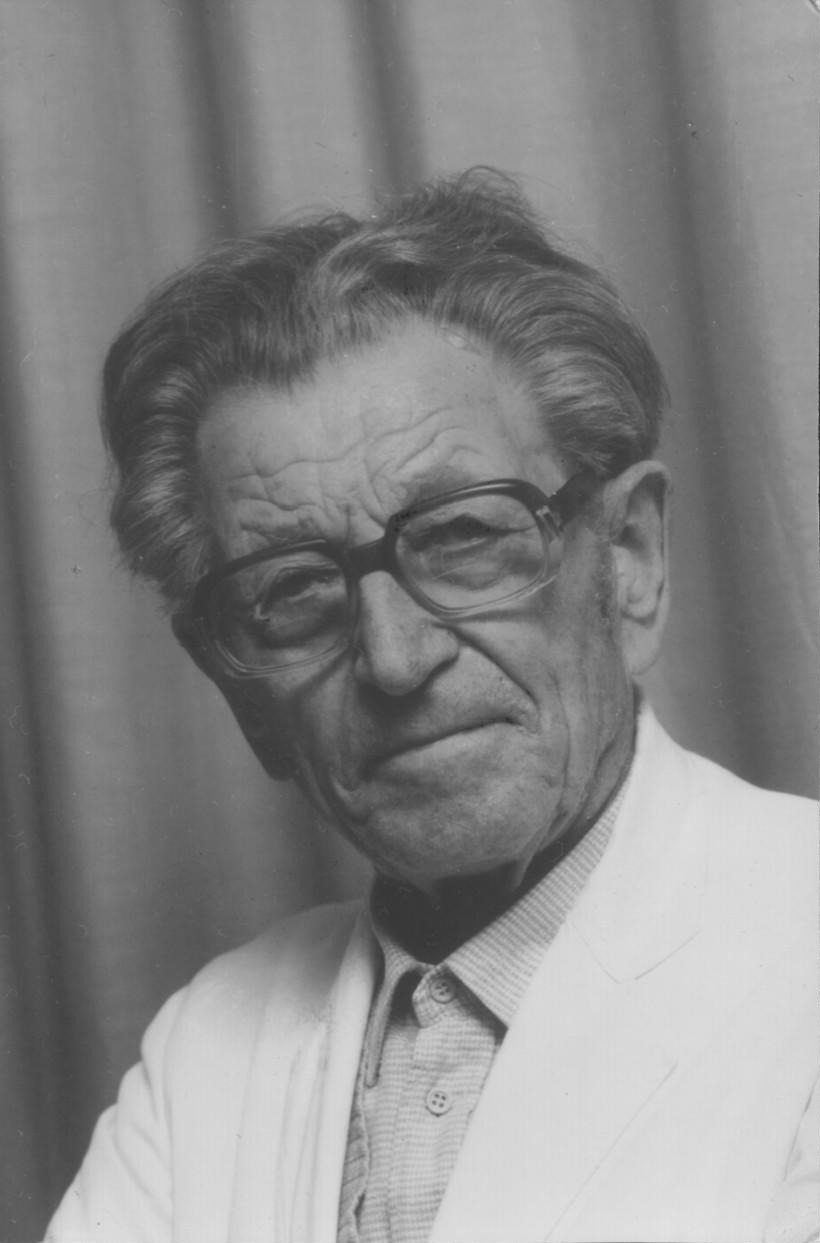
August Endruschat

August Endruschat, auch Endruschat-Waldberg (* 6. November 1899 in Waldberg, Kreis Ragnit, heute eine Wüstung in Baltupenai, Litauen; † 24. August 1990 in Berlin), war ein deutscher Landschafts-, Porträt- und Tiermaler.

## Leben und Werk

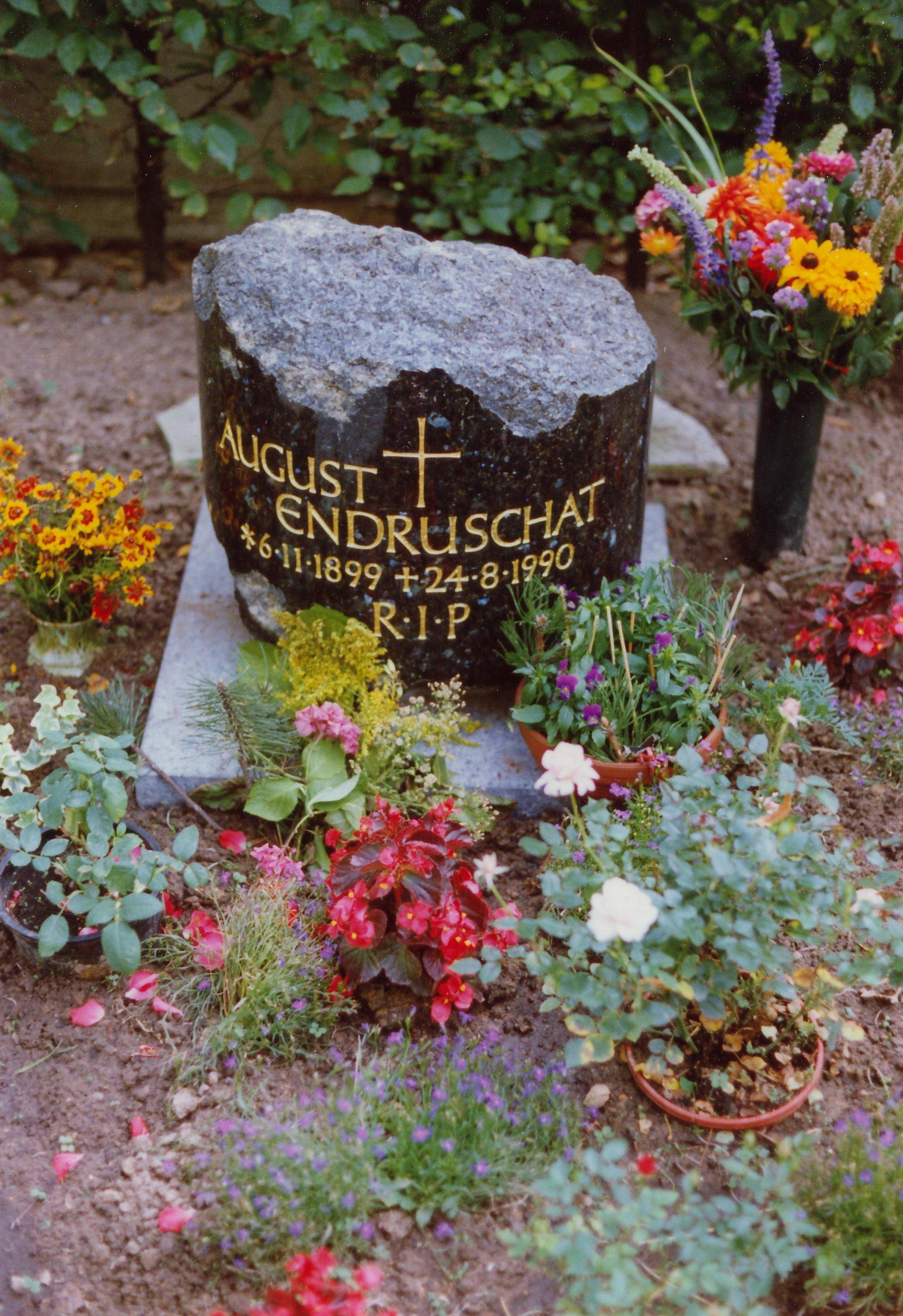
Grabstein von August Endruschat

August Endruschat war Sohn eines Bauern. Zu Beginn des Ersten Weltkriegs wurde er von russischen Truppen, zusammen mit dem älteren Bruder und späteren Maler Johannes Endruschat (1898–1979) und den Eltern, 1914 nach Russland verschleppt. In Alatyr (heute Republik Tschuwaschien) fanden die Brüder Kontakt zu russischen Ikonenmalern, die ihre künstlerische Neigung unterstützten.
1918 kehrt die Familie ins Memelland zurück, wo der Hof der Familie teilweise zerstört war und aufgebaut werden musste. Während der ältere Bruder Johannes den Hof übernahm, ging August Endruschat nach Berlin und besuchte von 1929 bis 1935 die Kunstgewerbeschule in Berlin-Charlottenburg. Bei Reisen nach Oberschlesien entstanden zahlreiche Ölstudien. 1934 heiratete er Anna Scharff.
Nach Kriegsende und Rückkehr aus der Gefangenschaft lebte er vorübergehend im Weserbergland. 1948 zog er in das sowjetisch besetzte Berlin-Johannisthal, wo er als Kunsterzieher arbeitete. Nach politischen Pressionen wechselte er 1951 mit seiner Familie in den Westteil der Stadt.
Seine Studienreisen führten ihn nach Ostpreußen, Norddeutschland und in den Schwarzwald. Seine beliebteste Motive waren realistische Darstellungen von Landschaften aller Regionen, wobei es ihm besonders die Waldgebiete und Seen in Ostpreußen, dem Schwarzwald und Brandenburg angetan hatten.
Eine Retrospektive des Künstlers zeigte das Haus der ostdeutschen Heimat 1972 in Berlin. Er starb am 24. August 1990 in Berlin-Lankwitz. Sein Grab befindet sich auf dem Städtischen Friedhof Lankwitz in Lichterfelde.

## Öffentliche Wahrnehmung

### Ausstellungen
Ausstellungen erfolgten in Berlin, Paris, Köln, Bad Tölz und in Grafenhausen/Schwarzwald. Er beteiligte sich auch an einer Ausstellung, die Industriegebäude in Berlin zum Inhalt hatte, zum Beispiel Kraftwerk Lichterfelde.
- 1972: Ausstellung im Haus der ostdeutschen Heimat
- 1972: Ausstellung im Hilton-Hotel mit Portraitmalerei
- 1973: Ausstellung im Haus der Kirche in Berlin-Charlottenburg[4]
- 1975: Ausstellung anlässlich der Eröffnung der Schwarzwaldhalle in Grafenhausen
- 1976: Ausstellung in der Galerie im Foyer des Deutschlandhauses[1]
- 1976: Ausstellung (gemeinsam mit Ruth Rieger (* 1931), Jutta (Hildegard) Wolters (1921–1987) und Walter Bewersdorf (1903–1988)[5]) im Schloß Glienicke.
- 1979: Ausstellung in der kleinen Orangerie, Gemälde von Danzig bis Memel[6]

### Kalender
Für das Jahr 2000 erschien im Kalender Buntes Bild der Heimat – Der Kalender „Ostpreußen und seine Maler“ 2000 eine Reproduktion eines Gemäldes von August Endruschat.

### Private Sammlungen
Im Mai 1972 erwarben der frühere Bundesminister Johann Baptist Gradl, der damalige Bürgermeister von Steglitz (1971–1984) Helmut Rothacker und der Direktor der BVG Schneider Gemälde des Künstlers für ihre Sammlungen.